# قالی قزوین

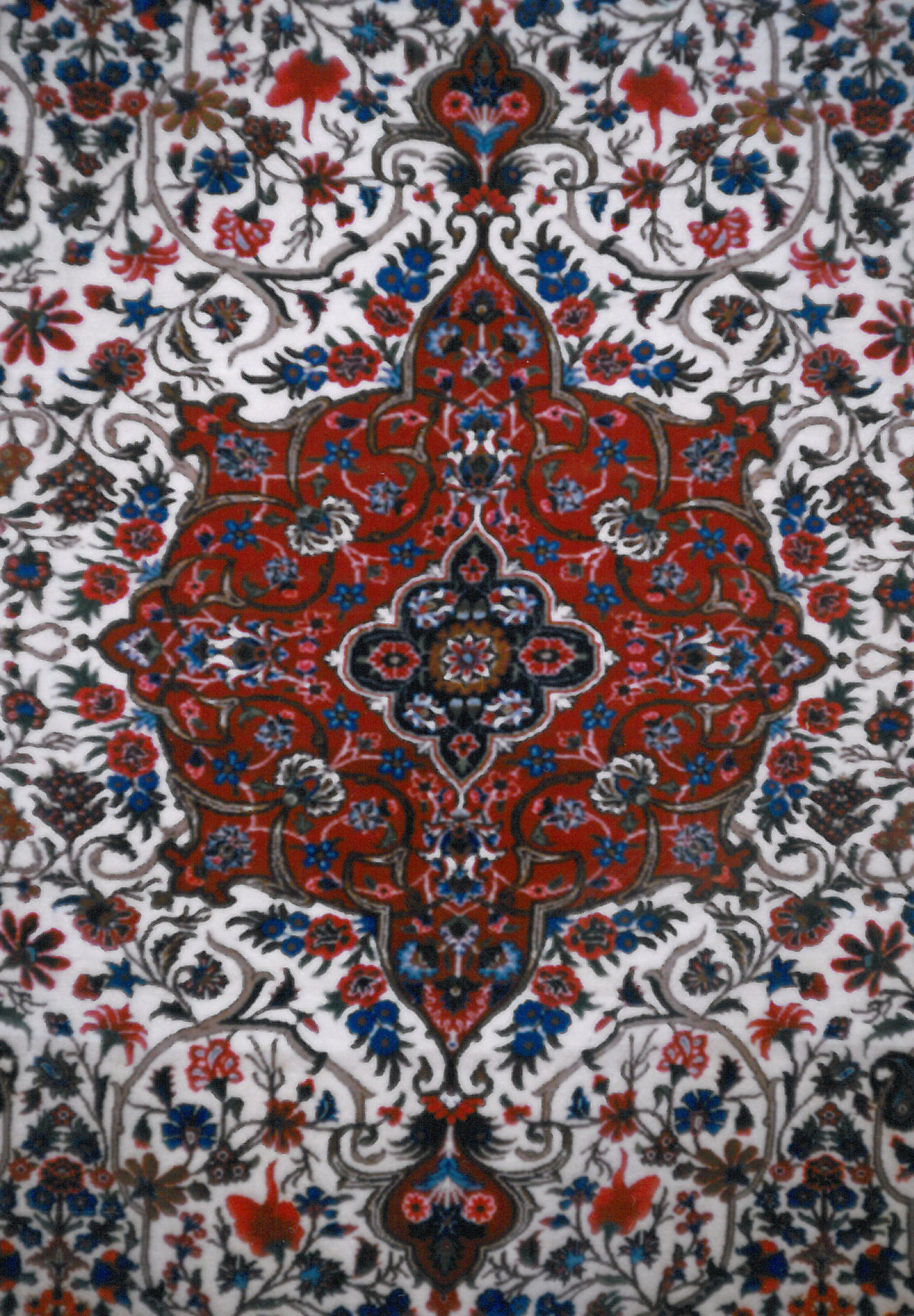
فرش اصیل قزوین - بافته شده در کارخانه اعتماد - سال بافته شدن قبل از ۱۳۰۵ هجری قمری

قالی قزوین یا فرش قزوین، گونه‌ای قالی ایرانی و از صنایع دستی همین خطه است که امروز و در گذشته تولید می‌شده‌است. فرش بافت قزوین از نفیس‌ترین فرشهای بافته شده ایران می‌باشد که متأسفانه بافت آن فراموش شده‌است و تنها تعدادی از آن‌ها در موزه‌ها و مجموعه‌های شخصی دیده می‌شود از ویژگیهای این فرش تنوع کاربرد رنگ و نقش می‌باشد.

## احیای فرش قزوین
قزوین دارای مکتب فرشی نفیس و مشهور بوده که به تدریج بازار آن ضعیف می‌شود و در نهایت مقارن با رخداد جنگ جهانی دوم و ورود متفقین به ایران، مشکلات متعدد اقتصادی و تجاری ناشی از اشغال ایران باعث می‌شود تا آخرین کارگاه فرش مکتب قزوین نیز در حدود ۸۰ سال قبل تعطیل شده و این سبک فرش به دست فراموشی سپرده شود، در سال 1394 جهاد دانشگاهی قزوین موفق شد پس از انجام پژوهش‌های علمی و تلفیق فناوری روز با یافته‌های خود از فرش قزوین، مکتب فرش قزوین را پس از حدود ۸۰ سال احیا کند و تجاری سازی این نوع فرش می‌تواند اشتغال بالایی در صنعت قزوین ایجاد نماید.

## تاریخچه
در سال‌ ۱۳۰۹ دو تن‌ از سرمایه‌‌داران‌ شهر قزوین به نام محمد مهدی معتمدی‌ قزوینی‌ و سید مجتبی‌ نبوی‌ كارخانه‌ فرشبافی بزرگی‌ به‌ نام‌ شركت‌ اعتماد تأسیس‌ كردند. این‌ كارخانه‌ در كاروانسرای‌ آقا معصوم‌ كه‌دارای‌ باراندازهای‌ گسترده‌ و دالان‌ها و انبارهای‌ گوناگون‌ بود، آغاز به کار کرد و گروه‌ بسیاری از هنروران‌ و صنعتگران‌ در حوزه فرش دستباف از قزوین، آذربایجان و كاشان در این‌ کارخانه به‌ طور منظم‌ مشغول به‌ كار شدند و چون‌ محصول‌ كارگاه‌های‌ آن‌، چه‌ از نظر نوع‌ خانه‌ و چه‌ از حیث‌ نقشه‌ و بافت‌ و رنگ‌ بسیار زیبا و مرغوب‌ بود، بزودی‌ فرش قزوین شهرت‌ جهانی‌ پیدا كرد و خریداران‌ آن‌ چه‌ در داخل‌ و چه‌ در خارج‌ از كشور روز به روز بیشتر می‌شد و تعداد كارگران آن‌ نزدیک به‌ ۲۰۰۰ نفر رسید و میزان‌ دستگاه‌های‌ فرشبافی‌ آن‌ نیز از ۴۵۰ دارقالی بیشتر شد. این کارخانه با آغاز جنگ‌ جهانی‌ دوم‌ و رویدادهای‌ ناگوار شهریور سال‌ ۱۳۲۰، به‌ علت‌ در هم‌ ریختگی‌ اوضاع‌ و نامناسب‌بودن‌ شرایط اقتصادی‌ و متوقف‌ شدن‌ صدور فرش‌ به‌ آلمان‌ و دیگر كشورهای‌ جهان‌، تعطیل شد.

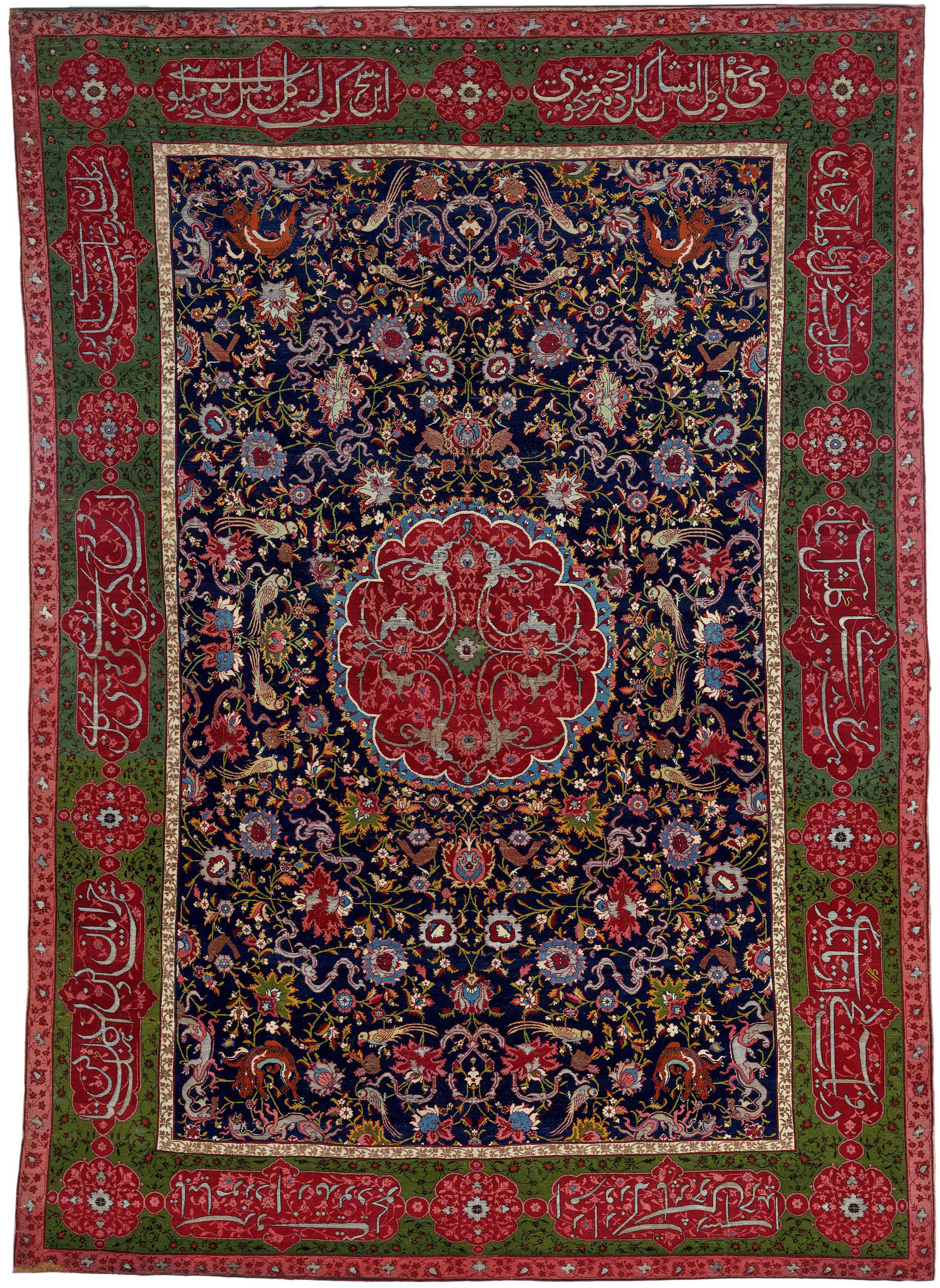
قالی سالتینگ بافت قزوین

## نقش و نگار
فرش قزوین دارای‌ سبک خاصی‌ نیست‌ و معمولاً از نقشه‌های‌ مرغوبی‌ ازجمله‌ شاه‌ عباس‌ لچک ترنج‌، حاج‌خانمی‌، ظل‌ السطانی‌ استفاده می‌شود كه‌ از نظر كمیت‌ و كیفیت‌ بازار خوبی دارید. به طول خلاصه بیشترین انواع قالی قزوین شامل موارد زیر است:
- نقشه‌ شاه‌ عباسی‌

1. شاه‌ عباسی‌ افشان‌
2. شاه‌ عباسی‌ لچک ترنج‌
3. نقش‌ شاه‌ عباس‌ (جانوری‌)
4. شاه‌ عباس‌ (طره‌دار)
5. شاه‌ عباسی‌ شیخ‌ صفی‌
6. شاه‌ عباسی‌ تصرفی‌

- نقش‌ بته‌ای‌ (ظل‌ السطان‌)

- نقشه‌ حاج‌ خانمی‌

## نگارخانه

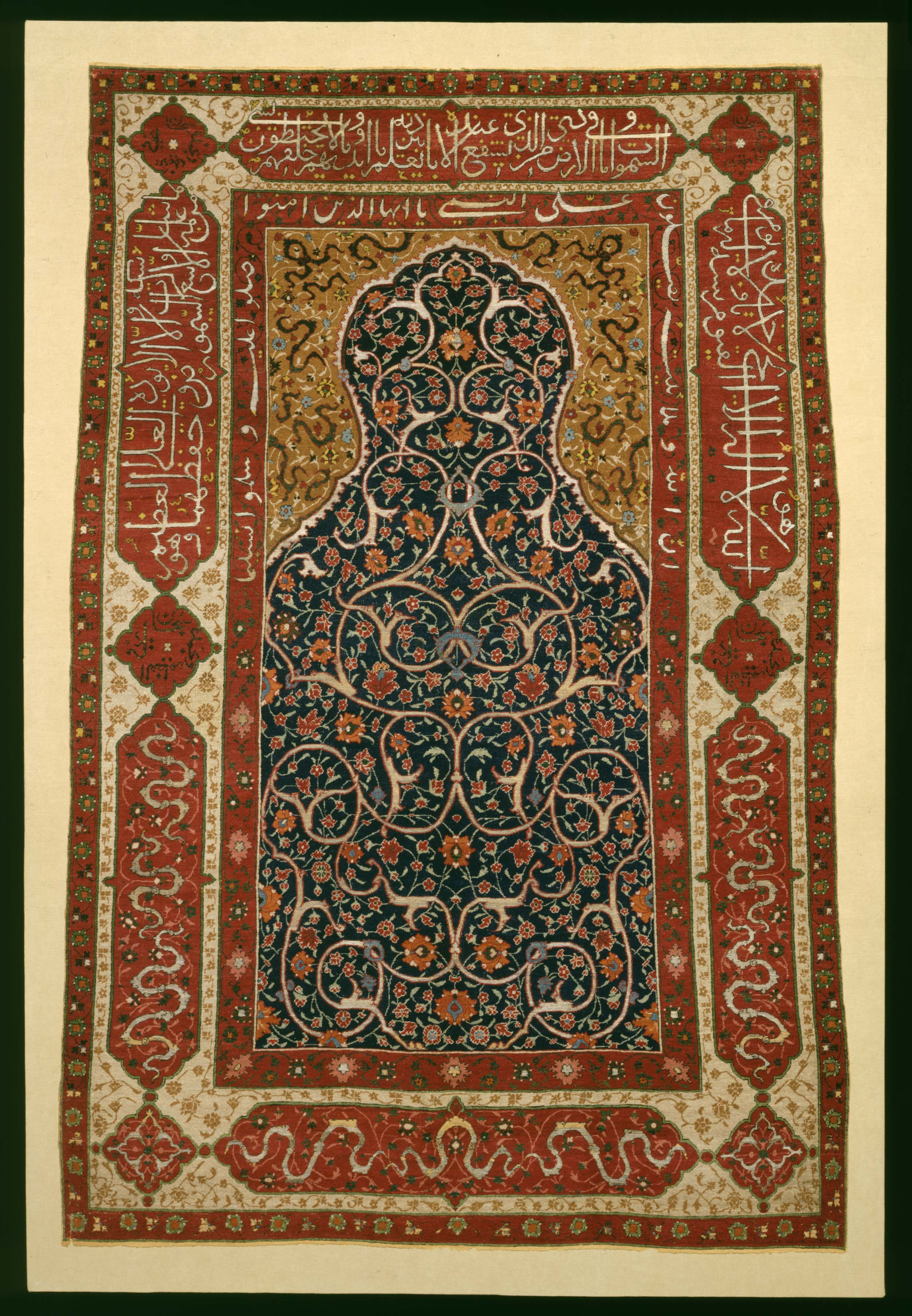
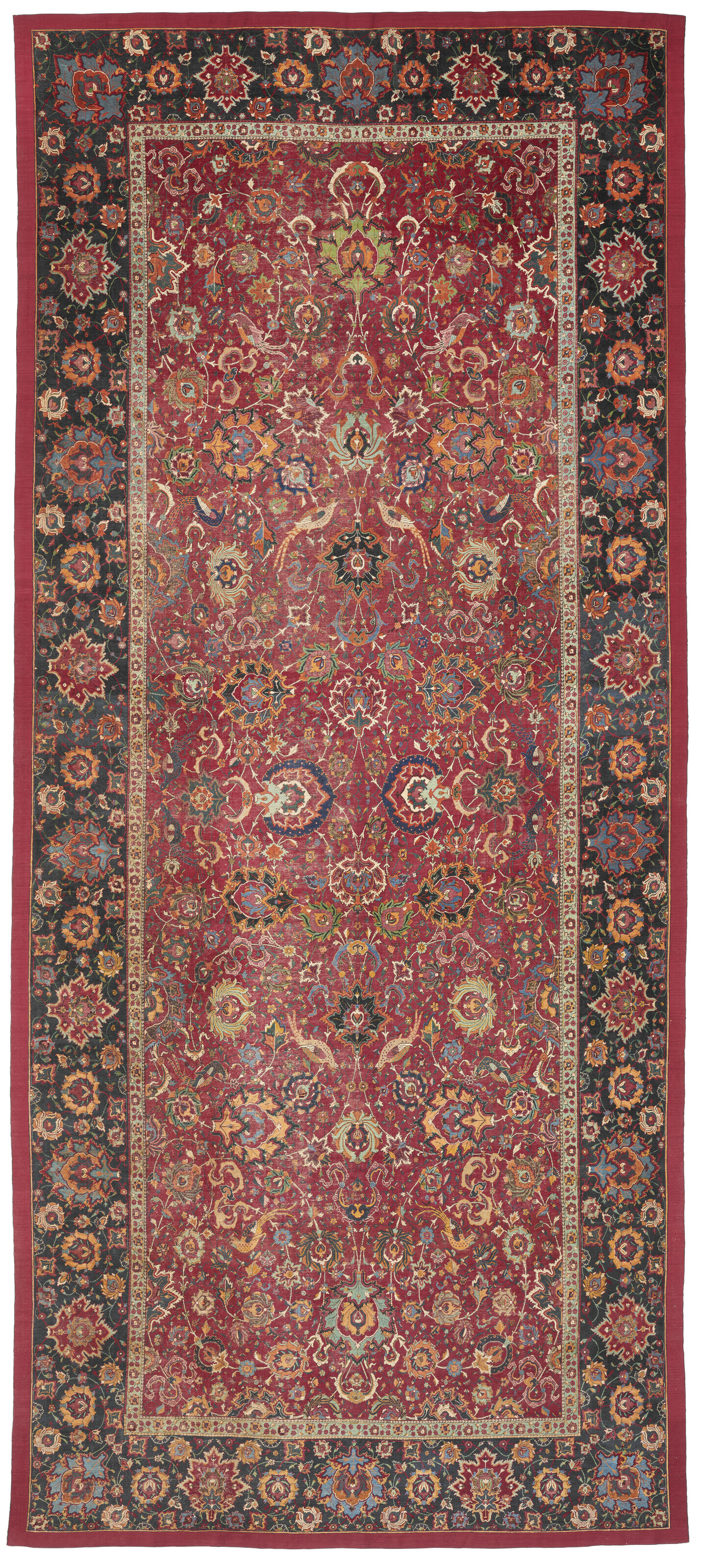
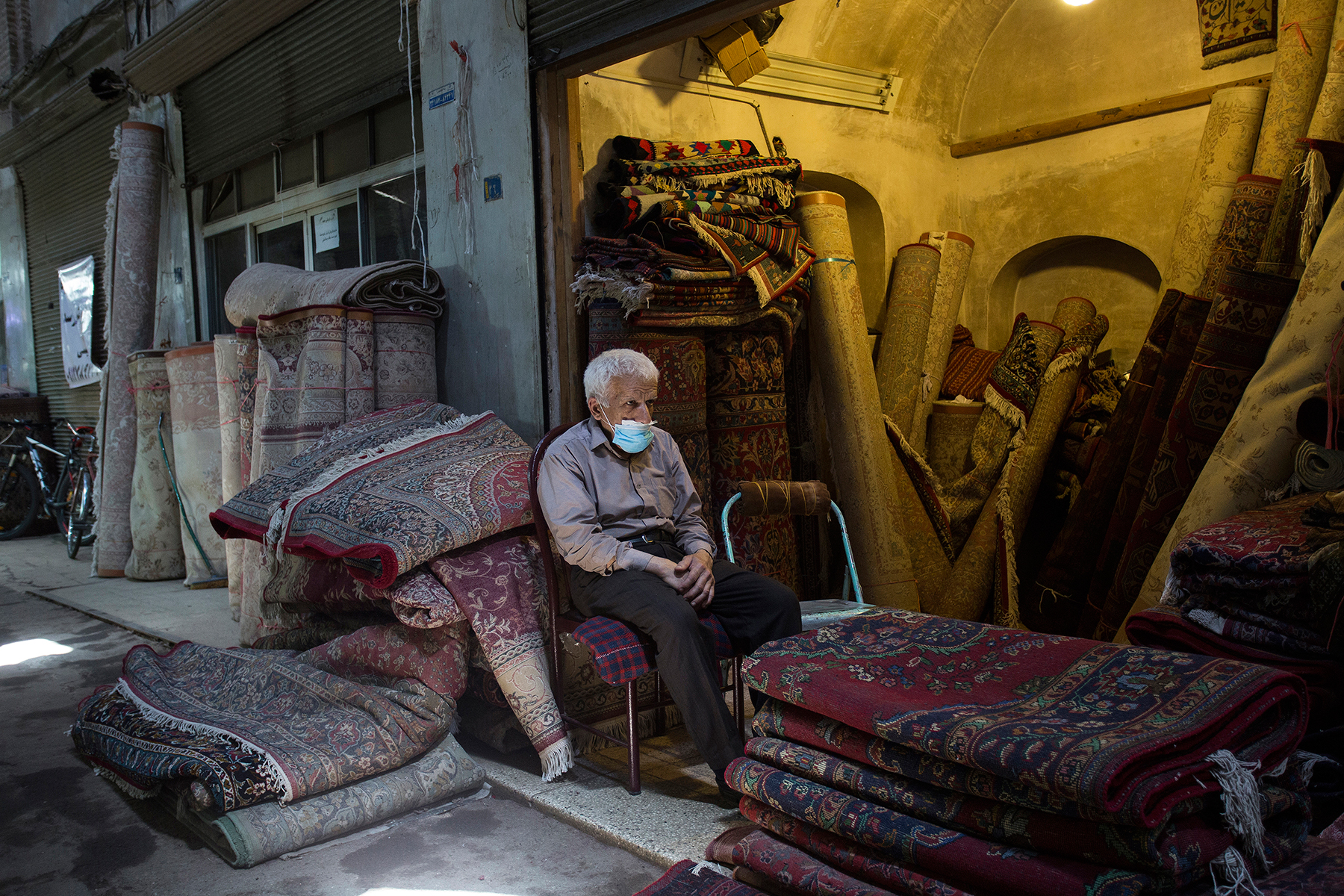